# Антонов Ан-12
Антонов Ан-12 (на латиница: Antonov An-12 НАТО отчетно име: Cub) е четиримоторен турбовитлов транспортен самолет, проектиран в Съветския съюз. Ан-12 е военната версия на Антонов Ан-10. Повече от три десетилетия Ан-12 е стандартният товарен и парашутен транспортен самолет със среден обсег на съветските военновъздушни сили. Общо построените са 1234 бройки.
В Авиомузей Бургас може да бъде видян както отвънка, така и отвътре, Антонов Ан-12, модификация БК, с държавен регистрационен знак LZ-BAB.

## Дизайн и разработка
Разработен на базата Антонов Ан-8, Ан-12 представлява военна версия на пътническия транспортен самолет Ан-10. Първият прототип Ан-12 минава летателни изпитания през декември 1957 г. и постъпва в Съветската военна служба през 1959 година. Първоначално самолетът е произведен в Държавната авиационна фабрика в Иркутск. От 1962 г. производството е преместено в Ташкент, Грузия, където са построени 830. По-късно производството се премества във Воронеж и Казан.
Военната конфигурация на Ан-12 има капацитет до 100 напълно оборудвани парашутиста или 20 000 kg (44 090 lb) карго, който се товари през задната товарна рампа / врата.

### Китайско производство
През 60-те години на 20-и век Китай купува от Съветския съюз няколко самолета Ан-12, заедно с лиценз за сглобяване на самолета в Китай. Поради китайско-съветския разкол, Съветският съюз оттегля всякаква техническа помощ което води до забавянето на първия полет на китайско сглобен Ан-12 до 1974 г. След като СССР преустановява производството си през 1973 г., Xi'an Aircraft Company и Институтът за Авиационен Дизайн Xi'an реинженерират Ан-12 за местното производство. 
През 1981 г. китайската версия на Ан-12, обозначена като Y-8, влиза в производство. Оттогава Y-8 е един от най-популярните военни и граждански транспортни/товарни самолети в Китай, с много варианти, произведени както за местния пазар, така и за износ. Въпреки че Ан-12 вече не се използва нито в Русия, нито в Украйна, Y-8 е модернизиран и производството продължава в Китай. Най-новият модел Y8-F600 е съвместен проект между Shaanxi Aircarft Company, авиационния научно-технически комплекс Антонов (ASTC) и Pratt &amp; Whitney Canada. Y8-F600 има преработен фюзелаж, западна авионика, турбовитлови двигатели PW150B със система за витло R-408 и стъклен кокпит с два екипажа. 

## Оперативна история

### Съветските ВВС
Първият полет на Ан-12 е през 1957 г. и се произвежда в СССР до 1973 г. Той е използван в различни роли от спасителни оператции до транспортиране на оборудване. Използва се значително по време съветско-афганистанската война. Една от употребите на Ан-12 тогава е за транспорт на ковчези с телата на загинали войници от Афганистан до Ташкент. В тази връзка самолетът получава прякора „Черното лале“ (на руски: Чёрный тюльпан). 

## Авиолинии използващи An-12
Ан-12 е много популярен при карго авиолинии, особено тези в ОНД, Африка и Индийския субконтинент.

### Граждански оператори
На 12 януари 2009 г. Обединените арабски емирства (ОАЕ) издават временна забрана на Ан-12 да лети над въздушното си пространство след нахлувания в пистата на международното летище Шарджа. Тогава, GCAA препоръчва на операторите да спрат да използват самолета изцяло.  Забраната става постоянна през февруари 2010 г. 
Авиолинии използващи, или използвали Ан-12:
 Армения
- Air Armenia (създад. 2003 г. - банкрут. 2015 г.)

 Беларус
- RubyStar Airways (база в национ. летище Минск)

 Мексико
- Air One (Mexico)

 Русия
- ATRAN Cargo Airlines (база в летище Москва)

 Тайланд
- Air People International

 Украйна
- Aerovis Airlines
- Antonov Airlines
- CAVOK Air
- Motor Sich Airlines
- Ukraine Air Alliance
- Volare Airlines

 САЩ
- SRX,[10] (все още в употреба в Avialeasing)

 Ангола
- Alada

 България
- Balkan Bulgarian Airlines[11]

 Китай
- CAAC Airlines;[12] see also Shaanxi Y8

 Египет
- Egyptair

 Франция
- Darta

 Гвинея
- Air Guinee

 Гана
- Ghana Airways Единственият Ан-12 в страната е доставен през Октомври, 1961, впоследствие употребата му спира през 1962, а през 1963 е върнат в СССР.[13]

 Ирак
- Iraqi Airways[14]

 Филипини
- Interisland Airlines

 Полша
- LOT Polish Airlines[15]

 Русия
- Avial Aviation
- SAT Airlines

 Сърбия
- United International Airlines

 Шри Ланка
- SriLankan Airlines

## Спецификации (Aн-12)
Общи характеристики:
- Екипаж: 5 (два пилота, летателен инженер, навигатор, радиооператор)
- Капацитет: 20 000 кг полезен товар / 60 парашутни / 2 бронирани машини BMD-1
- Дължина: 33,1 m (108 фута 7 инча)
- Размах на крилата: 38 м (124 фута 8 инча)
- Височина: 10,53 m (34 ft 7 in)
- Площ на крилото: 121,7 м2 (1310 кв. Фута)
- Празно тегло: 28 000 кг (61 729 фунта)
- Максимално тегло при излитане: 61 000 кг (134 482 фунта)
- Двигатели: 4 × Ivchenko AI-20L или AI-20M турбовитлови двигатели, 3,000 kW (4000 shp) всеки еквивалент
- Витла: Витла с обратна стъпка с 4 лопатки с постоянна скорост
- производителност
- Максимална скорост: 777 km / h (483 mph, 420 kn)
- Круизна скорост: 670 км / ч (420 mph, 360 kn)
- Обхват:
  - 5700 км (3500 мили, 3100 морски мили) с максимално гориво
  - 3,600 km (2,200 мили; 1,900 морски мили) с максимален товар